# Philip Darcy (Adliger, † 1264)

Wappen der Familie Darcy

Philip Darcy (auch D’Arcy) († um 28. Mai 1264) war ein englischer Adliger.

## Herkunft
Philip Darcy entstammte der Familie Darcy, einer Adelsfamilie aus Lincolnshire. Er war ein Sohn von Norman Darcy und von dessen Frau Agnes.

## Dienst als Militär und Kronvasall
Philip Darcy nahm von 1242 bis 1243 am Feldzug von König Heinrich III. in die Gascogne teil. Während eines erneuten Aufenthalts des Königs in den englischen Besitzungen in Südwestfrankreich diente er von 1253 bis 1254 als Kommandant von Meilhan. Im Februar 1254 übergab ihm sein alter und kranker Vater die Besitzungen der Familie. Die jährlichen Einkünfte aus den Besitzungen bei Nocton wurden dabei auf über £ 26 beziffert. Für seinen Dienst für den König hatte sich Philip Darcy jedoch verschuldet, so dass der König ihm 1255 das Recht gewährte, eine zusätzliche Abgabe von seinen Vasallen und Pächtern einzufordern. Dennoch musste Darcy 1255 das Gut von Conesby für zehn Jahre an die Countess of Lincoln verpachten. 1257 erhielt er das Recht, in Nocton einen Jahrmarkt abzuhalten. 1260 und 1263 sollte Darcy in Wales an Feldzügen zur Abwehr von Überfällen des walisischen Fürsten Llywelyn ap Gruffydd teilnehmen. 1261 berief ihn der König nach London, als Heinrich III. im Konflikt mit einer Adelsopposition bewaffnete Unterstützung suchte. Der König belohnte seine Loyalität, indem er ihm einen Teil der Schulden erließ, die Darcy bei jüdischen Geldverleihern hatte. Vermutlich wurde er auch zeitweise zum Constable of the Tower of London ernannt.

## Streit mit Henry of Bath
Am 2. Mai 1247 bot Darcy der Krone eine Gebühr von £ 100, um die Vormundschaftsverwaltung für die Ländereien von Joan de Quatremers bei Huddersfield zu erhalten. Die Vormundschaft wurde ihm zugesprochen, doch obwohl ihm zwei Drittel der Summe erlassen wurden, zahlte er die vereinbarte Gebühr nicht. Offensichtlich überließ er die Vormundschaftverwaltung schließlich dem Chief Justice Henry of Bath. Während einer königlichen Ratsversammlung in Woodstock Anfang Februar 1251 erhob Darcy aber schwere Vorwürfe gegen den abwesenden Henry of Bath. Diese Vorwürfe erneuerte er während eines Parlaments am 16. Februar in Windsor, und da auch andere Vorwürfe gegen Henry of Bath erhoben wurden, entließ der König seinen obersten Richter. Vermutlich im Sommer 1252 überprüfte der Richter Roger of Thirkleby die Klage von Darcy wegen der Vormundschaft. Sein Urteil ist nicht erhalten, doch 1254 agiert Henry of Bath weiter als Vormund von Joan de Quatremers, so dass Darcy den Prozess wohl verloren hatte.

## Ehe und Nachkommen
Philip Darcy hatte Isabel Bertram geheiratet, eine Tochter von Roger Bertram aus Mitford. Mit ihr hatte er mindestens vier Söhne, darunter:
- Norman Darcy (vor 1236–um 1296)
- Roger Darcy († vor 12. Mai 1284)

Philip Darcy machte wie seine Vorfahren Schenkungen zugunsten von verschiedenen Klöstern, darunter Thornton und Bardney Abbey. Sein Erbe wurde sein Sohn Norman.